# (2121) Sevastopol
(2121) Sevastopol (1971 ME) – planetoida z pasa głównego asteroid okrążająca Słońce w ciągu 3,23 lat w średniej odległości 2,18 au. Odkryta 27 czerwca 1971 roku.

## Satelita planetoidy
24 sierpnia 2010 roku zidentyfikowano księżyc planetoidy (2121) Sevastopol. Ma on średnicę ok. 4,3 km. Obydwa ciała okrążają wspólny środek masy w czasie 37,1 godziny.